# Stazione meteorologica di Stia
La stazione meteorologica di Stia è la stazione meteorologica relativa alla località di Stia.

## Coordinate geografiche
La stazione meteo è situata nell'Italia centrale, in Toscana, in provincia di Arezzo, nel comune di Pratovecchio Stia a 479 metri s.l.m. e alle coordinate geografiche 43°48′N 11°42′E.

## Dati climatologici 1961-1990
In base alla media trentennale di riferimento (1961-1990), la temperatura media del mese più freddo, gennaio, si attesta a +4,0 °C; quella del mese più caldo, agosto è di +21,5 °C . 
Le precipitazioni medie annue nel medesimo trentennio si attestano a 1.014,1 mm, con picco in autunno e con minimo relativo in estate.
| Stia                | Mesi | Mesi | Mesi | Mesi | Mesi | Mesi | Mesi | Mesi | Mesi | Mesi | Mesi  | Mesi  | Stagioni | Stagioni | Stagioni | Stagioni | Anno    |
| Stia                | Gen  | Feb  | Mar  | Apr  | Mag  | Giu  | Lug  | Ago  | Set  | Ott  | Nov   | Dic   | Inv      | Pri      | Est      | Aut      | Anno    |
| ------------------- | ---- | ---- | ---- | ---- | ---- | ---- | ---- | ---- | ---- | ---- | ----- | ----- | -------- | -------- | -------- | -------- | ------- |
| T. max. media (°C)  | 8,4  | 9,5  | 12,5 | 16,9 | 21,3 | 26,2 | 29,6 | 29,9 | 26,0 | 20,2 | 13,8  | 9,9   | 9,3      | 16,9     | 28,6     | 20,0     | 18,7    |
| T. min. media (°C)  | −0,4 | 0,0  | 1,9  | 4,9  | 8,0  | 11,3 | 13,2 | 13,2 | 11,1 | 7,9  | 4,0   | 1,3   | 0,3      | 4,9      | 12,6     | 7,7      | 6,4     |
| Precipitazioni (mm) | 95,9 | 85,3 | 88,9 | 79,6 | 69,9 | 69,9 | 44,0 | 60,1 | 73,0 | 98,0 | 144,2 | 105,3 | 286,5    | 238,4    | 174,0    | 315,2    | 1 014,1 |